# Indian River Shores
Indian River Shores es un pueblo ubicado en el condado de Río Indio en el estado estadounidense de Florida. En el Censo de 2010 tenía una población de 3.901 habitantes y una densidad poblacional de 207,55 personas por km².

## Geografía
Indian River Shores se encuentra ubicado en las coordenadas 27°42′36″N 80°22′55″O / 27.71000, -80.38194. Según la Oficina del Censo de los Estados Unidos, Indian River Shores tiene una superficie total de 18.8 km², de la cual 13.26 km² corresponden a tierra firme y (29.43%) 5.53 km² es agua.

## Demografía
Según el censo de 2010, había 3.901 personas residiendo en Indian River Shores. La densidad de población era de 207,55 hab./km². De los 3.901 habitantes, Indian River Shores estaba compuesto por el 98.39% blancos, el 0.28% eran afroamericanos, el 0.03% eran amerindios, el 0.72% eran asiáticos, el 0.03% eran isleños del Pacífico, el 0.15% eran de otras razas y el 0.41% pertenecían a dos o más razas. Del total de la población el 1.33% eran hispanos o latinos de cualquier raza.